# Bainang
Bainang lub Bailang (tyb. པ་སྣམ་རྫོང, Wylie: pa snam rdzong, ZWPY: Banam Zong; chiń. upr. 白朗县; pinyin Báilǎng Xiàn) – powiat w południowej części Tybetańskiego Regionu Autonomicznego, w prefekturze Xigazê. W 1999 roku powiat liczył 41 516 mieszkańców.